# Société française du radiotéléphone
SFR (storicamente conosciuta come Société française du radiotéléphone, in francese Società francese del radiotelefono) è il secondo più importante operatore di telefonia mobile francese, dopo Orange SA. SFR è anche presente nel settore della telefonia fissa e si classifica come terzo Internet Service Provider per numero di clienti. L'azienda, nata nel 1987 ad opera della Compagnie Générale des Eaux, ha più di 21 milioni di clienti mobili, e ca. 5 milioni in telefonia fissa. Essa raggruppa le attività di telecomunicazione di Altice France.
Questa società venne creata dalla Compagnie Générale des Eaux nel 1987. Di proprietà di Vivendi dal 2011, viene acquisito da Altice nel 2014, per formare il gruppo Numericable-SFR. Nel 2016 nasce Gruppo SFR, un gruppo Telecom, Media e Pubblicità. Il marchio Numericable viene utilizzato dal gruppo solo per il suo bouquet di canali televisivi.
Alla fine del 2017, SFR era il secondo maggiore operatore francese in termini di quota di mercato dietro Orange; la società contava 14,378 milioni di clienti mobili, 5,943 milioni di abbonati alla rete fissa, di cui 2,231 milioni abbonati alla banda larga, oltre 250 operatori clienti e 150.000 imprese e amministrazioni clienti.
A maggio 2017, il gruppo Altice annuncia che intende consolidare la maggior parte delle sue attività sotto il suo nome. Come parte di questo consolidamento, SFR verrà rinominato Altice. Quindi, l'11 ottobre 2017, la rete mobile SFR prende il nome "SFR Altice", al fine di abituare i clienti al nome previsto per essere adottato da SFR: Altice. L'idea venne definitivamente abbandonata a marzo 2018 a seguito di battute d'arresto (calo degli stock e dei risultati finanziari) di SFR nel 2017. Altice vuole mantenere un marchio con una forte reputazione al fine di migliorare i suoi risultati per i mesi e gli anni a venire.

## Storia

### Origini nel radiotelefono
La Società Francese di Radiotelefono è stata creata nel 1987 dalla Compagnie Générale des Eaux, sotto la direzione di Richard Lalande e Alain Bravo. SFR ha quindi offerto ai suoi clienti un servizio di radio-telecomunicazioni analogico (norma svedese NMT), in concorrenza con Radiocom 2000 di France Telecom. Il servizio è stato quindi chiamato "SFR NMT".
Il 15 dicembre 1992, SFR, sotto la presidenza di Philippe Glotin, apre la seconda rete GSM di telefonia mobile.

### Gruppo SFR-Cegetel
Nel 1996, la Compagnie Générale des Eaux riorganizzò le sue attività di telecomunicazione sotto la direzione di Philippe Germond creando un nuovo gruppo con un consorzio di altri azionisti (Mannesman, British Telecom, SBC), un nuovo gruppo inizialmente chiamato Cegetel, poi SFR-Cegetel.
Questo gruppo è il principale operatore privato di telefonia alternativa fissa e mobile a France Télécom. È uno dei pionieri tecnologici nella telefonia mobile con il marchio SFR e nella telefonia fissa declassata con i marchi Cegetel e "7". "Vi è anche fornitore di accesso a Internet. Era l'azionista di AOL France.
Nel 2000, l'azienda acquista da Avenir Télécom la sua rete di 160 negozi di Phone Shop.
In otto anni (1999-2007), il fatturato delle attività del gruppo è aumentato di un fattore 30 per crescita organica. Il suo fatturato e il suo valore finanziario lo rendono uno dei primi 40 gruppi francesi. È l'unico operatore telefonico europeo a mantenere margini positivi durante la crisi di crescita delle telecomunicazioni del 2001-2003. Questa crescita è stata oggetto di ricerca nella gestione del dottorato, comunicazione nelle università francesi, tedesche e americane e studio di un caso.
Nel 2003, tramite la fusione di Cegetel con Télécom Développement, un operatore di telecomunicazioni di proprietà del gruppo SNCF, il gruppo SFR-Cegetel divenne il più grande operatore privato di telecomunicazioni fisse in Francia. Lo stesso anno viene selezionato, con Sanofi e L'Oréal, come una delle tre società francesi più dinamiche e apprezzate in termini di politica sociale.
In quest'anno aveva come azionisti Vivendi al 56% e Vodafone, che ha costruito la sua rete mobile, il rimanente 44%. Nel 2008 l'amministratore delegato della Vivendi ha dichiarato l'intenzione di acquisire il controllo completo della società appena si verificherà una condizione favorevole nel mercato. Ciò avviene nel 2011 quando Vodafone vende la sua quota.
Il 10 novembre 2004, è il primo operatore francese a lanciare un'offerta sulla sua nuova rete mobile UMTS.

### Filiale Telecom del Gruppo SFR e Altice France
Nel 2015 Vivendi ha ceduto SFR al gruppo olandese Altice per 13,5 miliardi di euro.

## Loghi

### Secondo logo (2008-)

Prima versione del secondo logo (2008-2014)
Seconda versione del secondo logo dal 17 marzo 2014

## Pubblicità

### Slogan pubblicitari
- 1987-1990: «Parce qu’un abonné SFR n’est pas qu’un simple numéro»
- 1990-1994: «Ligne SFR, Le téléphone liberté»
- 1994-1996: «SFR, Le monde sans fil est à vous»
- 1996-1999: «Sans fil SFR, le monde est à vous»
- 1999-2000: «Vous n'avez pas fini d'être LIBRE»
- 2000-2001: «SFR, le meilleur réseau»
- 2001-2003: « Vous serez toujours plus qu’un simple numéro»
- 2003-2005: «Plus de plaisir»
- 2005-2007: «Parlons mieux, parlons mobile»
- 2007-2008: «Vivons mobile»
- 2008-2010: «SFR, et le monde est à vous»
- 2010-2014: «Carrément vous»
- 2014-2015: «Smart comme vous»
- 2014-2016: «SFR, et tout s'accélère»
- 2017: «Pour vous, SFR change»
- 2017-2018: «SFR, en chemin vers le meilleur»
- 2018: «Enjoy»[14]